# Opicwet
Opicwet (bułg. Опицвет) – wieś w Bułgarii, w obwodzie sofijskim, w gminie Kostinbrod. Według danych szacunkowych Ujednoliconego Systemu Ewidencji Ludności oraz Usług Administracyjnych dla Ludności, 15 września 2022 roku miejscowość liczyła 492 mieszkańców.
Przez wieś przepływa rzeka Błato, która uchodzi do Iskyru.
Od czasów starożytnych głównym źródłem utrzymania ludności było tradycyjnie rolnictwo i hodowla zwierząt.
We wsi powstał ośrodek rehabilitacyjny dla dzieci z chorobami onkologicznymi. Na ten cel 15 lutego 2012 roku na koncercie charytatywnym w hali nr 1 NDK tancerze z zespołu Neszki Robewej zebrali 40 000 lewa.